# Bạch Ngọc Đường
Bạch Ngọc Đường (chữ Hán: 白玉堂; bính âm: Bái Yùtáng), tự Trạch Diễm (泽炎), là một nhân vật hư cấu nằm trong tuyến nhân vật chính của tiểu thuyết võ hiệp Thất hiệp ngũ nghĩa.